# 苝四甲酸二酐
苝四甲酸二酐（英語：Perylenetetracarboxylic dianhydride）或3,4,9,10-苝四甲酸二酐，简称PTCDA，是一种有机染料以及有机半导体分子。其为工业上制备莱啉染料的前驱体。其为深红色固体，难溶于芳香性溶剂。其常因具有半导体性质而被研究。

## 结构与性质
PTCDA在结构上由一个苝分子两端连接两个酸酐基团得到。其有两种晶体构型：α相和β相。且都为单斜晶系，空间群为P21/c。相对一般有机物，具有较高的1.7 g/cm3的密度。其晶格常数如下：
| 晶型 | a        | b        | c        | γ     |
| ---- | -------- | -------- | -------- | ----- |
| α    | 0.374 nm | 1.196 nm | 1.734 nm | 98.8° |
| β    | 0.378 nm | 1.930 nm | 1.077 nm | 83.6° |

PTCDA作为有机半导体材料,拥有π电子共轭体系、可自组装形成半导体膜材料。

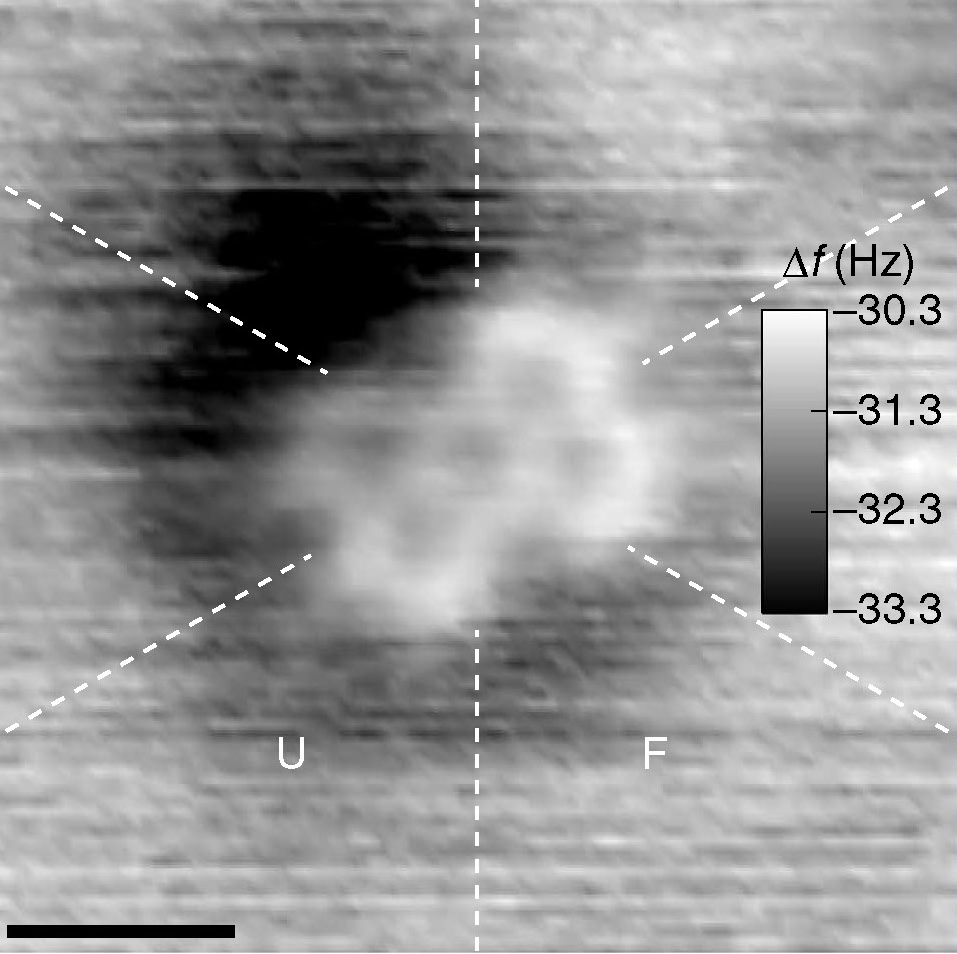
室温下Si片上单个PTCDA分子的原子力显微镜图像

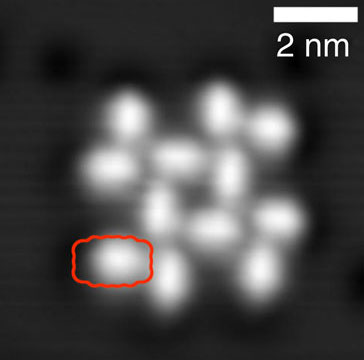
PTCDA在NaCl晶体表面自组装的扫描隧道显微镜图像。